# Нубийцы

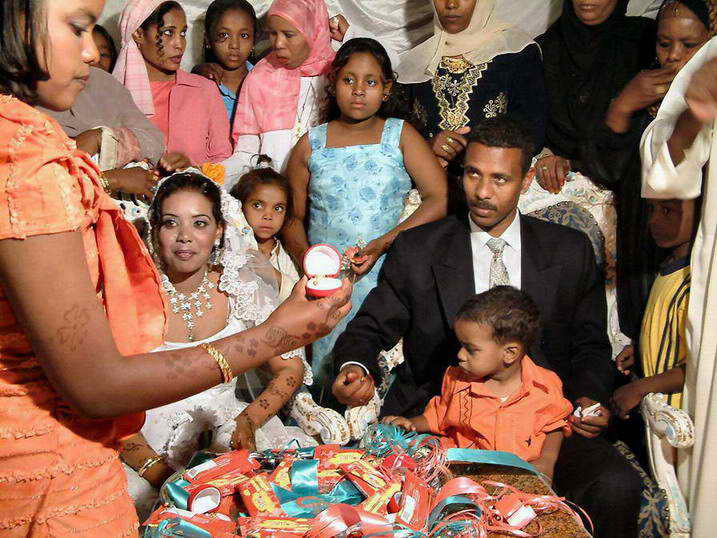
Нубийская свадьба в Египте

Нуби́йцы (нильские нубийцы; араб. نوبيون‎ / араб. نوبة‎; самоназв. nòòbíí) — народ на юге Египта и севере Судана, в исторической области Нубия. Численность от 0,5 до 2 млн чел.
Включают 4 группы: фадиджа, махас, кенузи (кунуз) и донгола, объединяемые иногда в две: фадиджа-махас (до 0,5 млн чел.) и кенузи-донгола (до 1,2 млн.); отдельно выделяют полностью арабизированных нубийцев (до 0,5 млн.).
Говорят на нило-нубийских языках нубийской ветви тама-нубийской семьи нило-сахарской макросемьи: нобин (восходит к древненубийскому; диалекты фадиджа и махас) и кенузи-донгола. Все говорят также по-арабски.
До XVI века (см. Алва (царство), Мукурра) были христианами (Коптская православная церковь), в настоящее время почти все нубийцы являются мусульманами.
Относятся к эфиопской переходной расе.
Родственны горным народам южного Кордофана — горным нубийцам.

## Расселение
Живут в средней долине Нила от 1-го порога (Асуан, Египет) до 4-го порога (к северу от Корти, Судан). Ранее были распространены ещё выше (вплоть до Хартума).
В Египте жили к югу от Асуана, но после постройки в 1960—70 гг. Асуанской плотины почти все были переселены в деревни по берегам образовавшегося водохранилища Нассер или ниже по течению (ок. 40 % нубийцев; в том числе в 3 деревнях на о. Элефантина (в центре города Асуан) и вокруг города Ком-Омбо (Kawm Umbu), а также в крупные города на севере (в том числе Каир).
С суданской стороны большая часть нубийцев с затопленных земель (~40 тыс., в основном группы махас) в 1964—65 гг. были переселены в район построенной для этого Новой Хальфы (DIN Ḥalfā’ al Jadīdah) в штате Кассала на востоке Судана.

## История
Носители двух нило-нубийских языков пришли в долину Нила в разное время и возможно изначально относились к разным группам, но сейчас ближе друг к другу, чем к другим нубийским языкам (хотя не взаимопонимаемы).
Египетский термин mđʔ, откуда происходит название «меджаи», первоначально обозначал регион на севере Судана и юге Египта, населённый одним из древних кочевых племён нубийцев. Они служили египтянам в качестве наёмников-полицейских. Позже термин начал обозначать их войска в целом.

## В культуре

### В литературе
- В романе Вальтера Скотта «Талисман, или Ричард Львиное Сердце в Палестине» (1825) главный герой рыцарь Спящего Барса сэр Кеннет в течение некоторого времени изображал немого раба-нубийца, будучи загримированным Саладином.
- В романе Александра Дюма «Граф Монте-Кристо» (1844) присутствует немой раб графа Монте-Кристо по имени Али, нубиец с отрезанным языком.
- В романе Генриха Сенкевича «Камо грядеши» (1896) нубийские лучники принимают участие в зрелищах, которые устроил император Нерон. Они расстреливают из луков диких зверей, которые несколько минут до этого растерзали вытолкнутых на арену христиан.
- В историческом романе Г. Р. Хаггарда «Владычица зари» (1925), посвящённом событиям в Древнем Египте времён Нового царства, фигурирует феноменально сильный и высокий воин-нубиец Ру, не раз спасающий главных героев от смертельной опасности.
- В исторической повести советского писателя В. Г. Яна «Огни на курганах» (1937) крепкий раб-нубиец помогает персу-евнуху предотвратить покушение на Александра Македонского, которого пытается заколоть во сне канатная танцовщица-финикиянка из разорённого полководцем Тира.
- В историко-приключенческой повести И. А. Ефремова «Путешествие Баурджеда» (1953), события которой разворачиваются в Египте эпохи Древнего царства, действует огромный нубиец Большой Нехси, помогающий друзьям-египтянам своей силой в трудную минуту, а затем участвующий вместе с ними в народном восстании.

### В видеоиграх
- В игре «Египет II: Пророчество Гелиополя» одним из персонажей является молодой нубиец[4].